# واهه (نام کوچک)
واهه (به ارمنی: Վահե) نام کوچک مردانه رایج در میان ارمنیان می‌باشد و ممکن است به یکی از موارد زیر اشاره داشته باشد:
- واهه آقابگیانس،  مشاور فناوری به دولت ارمنستان
- مرگ واهه آوتیان
- واهه استپانیان،
- واهه انفیجایان، سیاست‌مدار
- واهه اوشاکان، شاعر، نویسنده، منتقد ادبی و کنشگر سیاسی
- واهه بادالیان، کارآفرین و انسان‌دوست
- واهه تادوسیان، بازیکن فوتبال
- واهه تیلبیان، خواننده
- واهه خوجایان
- واهه کاچا، نویسنده، فیلم‌نامه‌نویس، روزنامه‌نگار
- واهه گریگوریان
- واهه گورزادیان،  فیزیک‌دان ریاضی
- واهه واهیان،  شاعر، مترجم، سخنران، نویسنده، ویراستار و روزنامه‌نگار
- واهه هاکوبیان (سیاستمدار زاده ۱۹۷۷)، سیاستمدار
- واهه یاقموریان